# Ацано (Удине)
Ацано је насеље у Италији у округу Удине, региону Фурланија-Јулијска крајина.
Према процени из 2011. у насељу је живело 87 становника. Насеље се налази на надморској висини од 100 м.